# 周寧県
周寧県（しゅうねい-けん）は中華人民共和国福建省に位置する省直轄の県であり、しばらくの間、寧徳市の代理管轄下に置かれている。

## 歴史
1945年に周寧県が設置される。

## 行政区画
下部に6鎮、3郷を管轄する
- 鎮
  - 獅城鎮、咸村鎮、浦源鎮、七歩鎮、李墩鎮、純池鎮
- 郷
  - 泗橋郷、礼門郷、瑪坑郷

## 交通

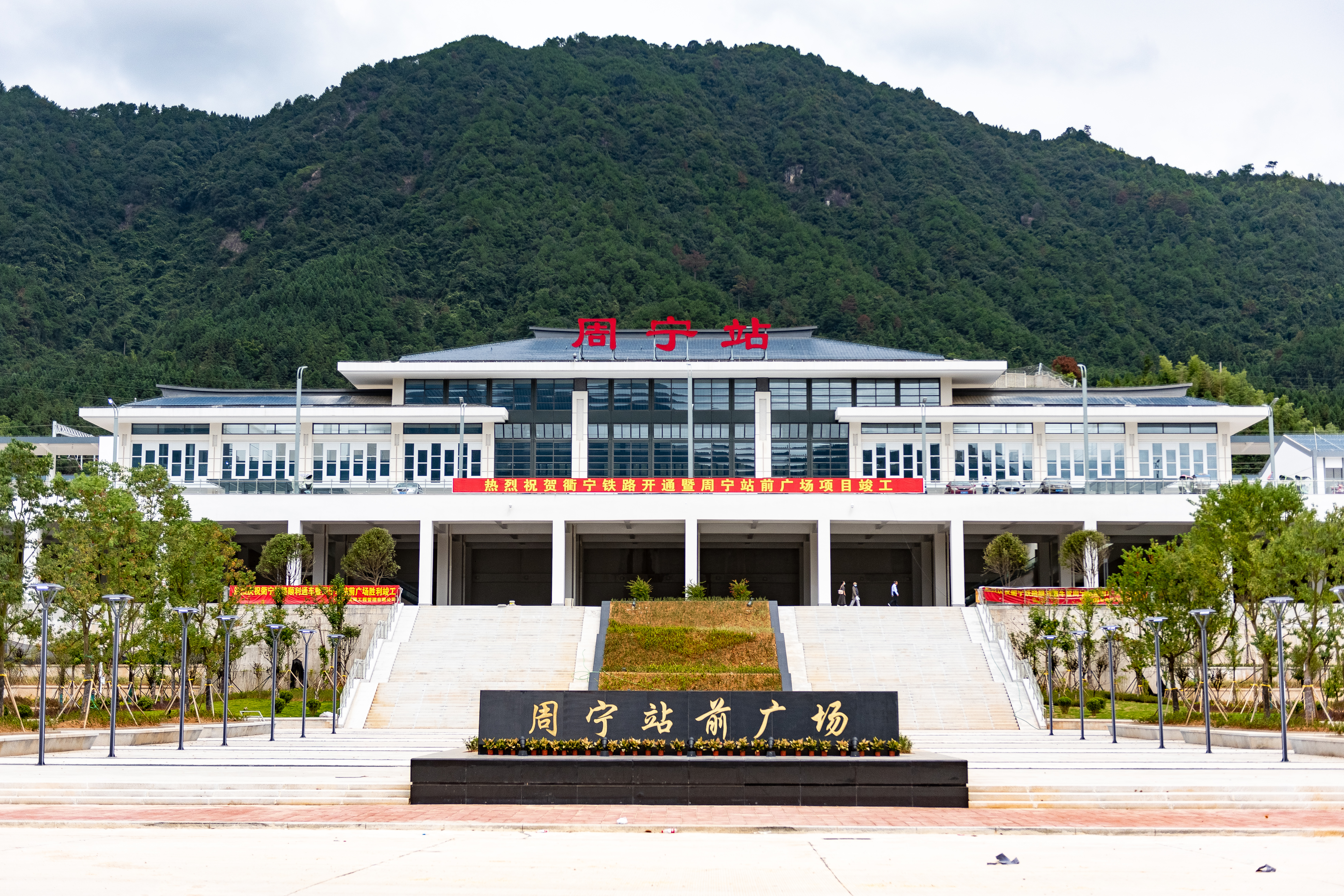
周寧駅

### 鉄道
- 中国国家鉄路集団
  - 衢寧線（中国語版）
    - 周寧駅

### 道路
- 高速道路
  -  寧上高速道路（中国語版）
- 国道
  - G353国道（中国語版）